# B.L. Stryker
B.L. Stryker is een Amerikaanse detectiveserie die voor het eerst werd uitgezonden tussen 1989 en 1990. In totaal liep de serie twee seizoenen.
De serie gaat over voormalig Vietnamveteraan en oud-politieagent Burt Reynolds als privédetective B.L. Stryker. Stryker woont in een woonboot en rijdt een oude Cadillac en lost in elke aflevering een moord op. 
De gehele serie is inmiddels op dvd verschenen.

## Rolverdeling
- Burt Reynolds als B.L. Stryker
- Ossie Davis als Oz Jackson
- Dana Kaminski als Lynda Lennox
- Michael O. Smith als Chief McGee
- Alfie Wise als Oliver Wardell
- Rita Moreno als Kimberly Baskin

## Gastrollen
- Loni Anderson
- Elizabeth Ashley
- Ned Beatty
- James Best
- Michael Chiklis
- Dom DeLuise
- Douglas Fairbanks, Jr.
- Jack Gilford
- Neil Patrick Harris
- Doug McClure
- Ricardo Montalban
- Denise Nicholas
- Austin Pendleton
- Deborah Raffin
- Helen Shaver
- Maureen Stapleton
- Kristy Swanson